# هرمس (فضاپیما)
هرمس یک هواپیمای فضایی پیشنهادی بود که در سال ۱۳۷۴ خورشیدی به‌وسیله مرکز ملی مطالعات فضایی کشور فرانسه و سپس به‌وسیله آژانس فضایی اروپا طراحی شد. این فضاپیما از نظر ظاهری شبیه به هواپیمای فضایی ایکس۲۰ و بزرگتر از شاتل فضایی بود.
در بهمن ماه سال ۱۳۶۳ خورشیدی، فرانسه پیشنهاد داد تا زیر نظر آژانس فضایی اروپا به توسعه هرمس ادامه دهد. هرمس قرار بود بخشی از برنامه پرواز فضایی خدمه باشد. این می‌توانست با استفاده از یک پرتابه آریان ۵ پرتاب شود. در آبان ماه ۱۳۶۶ خورشیدی، این پروژه تصویب شد. این پروژه با مرحله پیش‌توسعه اولیه طی سال‌های ۱۳۶۷ تا ۱۳۶۹ خورشیدی آغاز شد؛ به‌طوری‌که مجوز ورود به مرحله توسعه تمام‌عیار بستگی به نتیجه این مرحله داشت. بااین‌حال، این پروژه در طول این مدت با تاخیرهای بی‌شمار و مسائل مرتبط با بودجه روبرو بود.
در سال ۱۳۷۱ خورشیدی، پروژه هرمس لغو شد. این موضوع تا حدودی به دلیل غیرقابل تحقق بودن اهداف هزینه‌ای و عملکردی و همچنین شکل‌گیری مشارکت با سازمان فضایی فدرال روسیه بود که باعث کاهش تقاضا برای یک پرواز مستقل شد. در طول دهه ۱۳۸۰، پیشنهاد شد تا پروژه هرمس دوباره راه‌اندازی شود تا به عنوان یک سامانه پرتاب با امکان استفاده مجدد، معروف به سوآر خدمت‌رسانی کند.